# Miftah al-Usta Umar
Miftah al-Usta Umar (ur. 1935, zm. 22 marca 2010), polityk libijski.
Od 15 lutego 1984 do 7 października 1990 sekretarz generalny Powszechnego Kongresu Ludowego – formalna głowa państwa Libii.